# Кохан Григорій Романович
Григо́рій Рома́нович Ко́хан (23 червня 1931, Бортків — 3 січня 2014, Київ, Україна) — український кінорежисер, сценарист. Народний артист України, заслужений діяч мистецтв України, лавреат Державної премії України імені Олександра Довженка, член Національної спілки кінематографістів України, кавалер ордена «За заслуги» (2001). Автор кінострічки про УПА «Страчені світанки» (1995).

## Життєпис
Народився 23 червня 1931 року в селі Бортків поблизу Золочева, в українській родині, був п'ятою, наймолодшою дитиною.
Закінчив художній відділ Українського поліграфічного інституту імені Івана Федорова (1955) та Вищі режисерські курси Всесоюзного державного інституту кінематографії (1964).
Працював у Вірменському державному видавництві художньої літератури (1955—1962).
У 1962—1969 рр. — режисер Київської кіностудії науково-популярних фільмів.
З 1969 р. — режисер Національної кіностудії художніх фільмів імені Олександра Довженка.
Картини останніх років — переважно детективно-пригодницького жанру.
Зіграв кілька епізодичних кіноролей.
Викладав у Київському національному університеті театру, кіно і телебачення імені Івана Карпенка-Карого.
У 2001 році Кохан координував написання сценарію кіносеріалу про українську міліцію "Народжена незалежністю". Його співавтором по сценарію став письменник з Луцька Бортніков Сергій Іванович. Як розповідав сам Кохан:
"Та все ж нещодавно я запросив до співпраці Сергія Бортникова — луцького автора багатьох талановитих гостросюжетних творів. За короткий час ми написали сценарій десятисерійного фільму про українську міліцію. Умовна назва така: «Народжена незалежністю». У нашому сценарії — все від реального життя. На жаль, на серіал немає жодної копійки." 
Причиною невдачі у реалізації цього сценарію стала смерть глави МВС Юрія Кравченка, який обіцяв допомогти у зйомках фільму.
У 2007 році про життя і творчість режисера Григорія Кохана була знята телепередача (в 3-х частинах) «Кохана мить» у циклі культурологічних програм «Портрет» телекомпанії «ГЛАС».
Помер 3 січня 2014 року на 83 році життя.

## Сім'я
- Дружина: Левчук Лариса Тимофіївна (нар. 1940) — український мистецтвознавець. Доктор філософських наук, професор.
  - Син: Кохан Тимофій Григорович (нар. 1965) — Заслужений діяч мистецтв України, кандидат мистецтвознавства[6].
- Тесть Григорія Кохана — кінорежисер Тимофій Левчук.

## Нагороди, премії та звання

### Звання
- Заслужений працівник Міністерства Внутрішніх справ СРСР (1977).
- Заслужений діяч мистецтв УРСР (1981).
- Народний артист України (1998).

### Ордени, медалі, грамоти
- Лицар Ордену «За заслуги» III ступеня (2001)
- Кавалер Ордена Трудового Червоного Прапора (1985).
- Нагороджений медалями.
- Почесна Грамота Президії Верховної Ради України.

### Премії
- Лауреат Державної премії СРСР (1978).
- Лауреат Державної премії України імені Олександра Довженка (2011, — за видатний внесок у розвиток українського кіномистецтва)[7].

## Фільмографія
Створив науково-популярні стрічки:
- «Сталеві струмки» (1967, Диплом зонального огляду, Київ, 1968, Бронзова медаль ВДНГ, Москва, 1968)
- «Кам'яний живопис» (1967)
- «Створи своє сонце» (1968, т/ф)
- «Шукаю стронцій-90» (1968)
- «Гонщики» (1969) та ін.

Поставив художні фільми:
- «Хліб і сіль» (1970, у співавт. з М. Макаренком)
- «Жива вода» (1971)
- «Схованка біля Червоних каменів» (1972, т/ф, 4 с)
- «Народжена революцією» (1973—1977, т/ф, 10 с, Державна премія СРСР, 1978)
- «Ярослав Мудрий» (1982, 2 с, співавт. сцен.)
- «Прискорення» (1983, 4 с, авт. сцен.)
- «Кармелюк» (1985—1986, 4 с, співавт. сцен.)
- «Циганка Аза» (1987, співавт. сцен.)
- «Війна на західному напрямку» (1990, 6 с, у співавт. з Т. Левчуком; співавт. сцен.)
- «Бухта смерті» (1991, у співавт. з Т. Левчуком)
- «Убити „Шакала“» (1991, співавт. сцен.)
- «Стамбульський транзит» (1993—1996)
- «Страчені світанки» (1995)
- «Тупик / Глухий кут» (1998)